# Hodegetria-Kathedrale

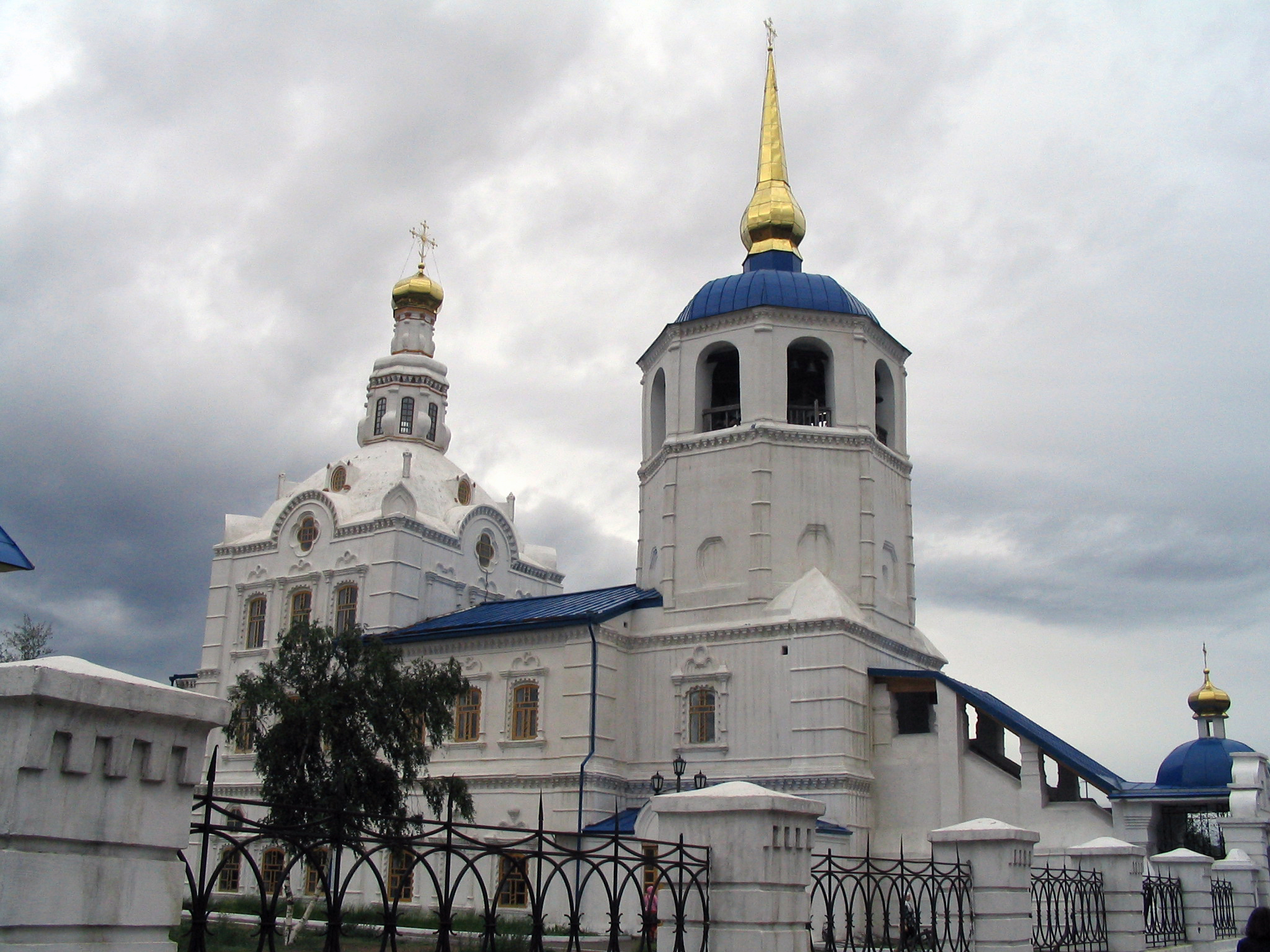
Hodegetria-Kathedrale

Die Hodegetria-Kathedrale  (Kathedrale unserer Lieben Frau von Smolensk) (russisch Свято-Одигитриевский собор Улан-Удэ) ist eine in Ulan-Ude gelegene russisch-orthodoxe Kathedrale der burjatischen Metropole und Eparchie Ulan-Ude. Sie liegt im historischen Stadtzentrum in der Nähe des Zusammenflusses der Uda und der Selenga.
Die Hodegetria-Kathedrale ist ein Denkmal des sibirischen Barocks aus dem 18. Jahrhundert in Transbaikalien mit Einflüssen der nordrussischen Architektur. Sie ist das erste aus Stein errichtete Gebäude in Ulan-Ude.
Der Bau der Kathedrale begann 1741 an der Stelle einer seit 1700 hier befindlichen Holzkirche. Am 3. Mai 1785 wurde die Kathedrale geweiht. Die Kathedrale liegt im Gebiet mit hoher seismischer Aktivität, was zu mehrfachen Beschädigungen an Fundament und Gebäude führte. 1863 und 1909 bis 1913 wurde die Kathedrale restauriert. Der 1878 durch Feuer beschädigte Glockenturm wurde wiederhergestellt. Unter der Sowjetherrschaft wurde die Kathedrale am 6. September 1929 für Gottesdienste geschlossen und durch das Heimatmuseum und später das Museum der burjatischen Geschichte genutzt. Der letzte Prior der Kathedrale, Gawriil Makuschew, Erzbischof Pribaikalski, wurde 1930 ermordet. Die Glocken und das Kreuz wurden demontiert.  1959–1961 erfolgte eine weitere Restaurierung. 1999 wurde die Hodegetria-Kathedrale an die Russisch-Orthodoxe Kirche zurückgegeben. Die letzte Restaurierung fand im Jahr 2001 statt.